# Еріх Добберштайн
Еріх Добберштайн (нім. Erich Dobberstein; 15 грудня 1919, Ландсберг-ан-дер-Варте — 22 червня 1944, Ла-Манш) — німецький офіцер-підводник, оберлейтенант-цур-зее крігсмаріне.

## Біографія
1 жовтня 1938 року вступив на флот. З 23 серпня 1941 по червень 1943 року — 2-й вахтовий офіцер на підводному човні U-155, після чого пройшов курс командира човна. З 15 липня 1943 року — командир U-988. Під час навчань в Балтійському морі 8 вересня 1943 року U-988 зіткнувся з U-983. U-983 затонув, а 5 з 38 членів екіпажу загинули. U-988 і всі члени екіпажу вціліли. 22 травня 1944 року вийшов у свій перший і останній похід. 22 червня U-988 був потоплений в Англійському каналі західніше Гернсі (49°37′ пн. ш. 03°41′ зх. д.) глибинними бомбами британського бомбардувальника «Ліберейтор» і британських фрегатів «Ессінгтон», «Дакворт», «Дометт» та «Кук». Всі 50 членів екіпажу загинули.

## Звання
- Кандидат в офіцери (1 жовтня 1938)
- Морський кадет (1 липня 1939)
- Фенріх-цур-зее (1 грудня 1939)
- Оберфенріх-цур-зее (1 серпня 1940)
- Лейтенант-цур-зее (1 квітня 1941)
- Оберлейтенант-цур-зее (1 січня 1943)

## Нагороди
- Залізний хрест
  - 2-го класу (1942)
  - 1-го класу (1943)
- Нагрудний знак підводника (15 червня 1942)